# Polarstern (Schiff, 1982)
Die Polarstern, manchmal auch als FS Polarstern (Forschungsschiff) bezeichnet, ist ein als Eisbrecher der deutschen Eisklasse ARC3 ausgelegtes Forschungs- und Versorgungsschiff. Sie dient der Erforschung der Polarmeere und Versorgung der permanent besetzten Forschungseinrichtungen Koldewey-Station in der Arktis und Neumayer-Station in der Antarktis. Sie wird vom Alfred-Wegener-Institut für Polar- und Meeresforschung (AWI) in Bremerhaven betrieben und setzt die Tradition der Gauß-Expedition fort, die mit der ersten deutschen Südpolarexpedition der Gauß von 1901 bis 1903 eingeleitet wurde.

## Geschichte

### Bau und Indienststellung
Das Schiff wurde ab Ende 1978 im Auftrag des Bundesministers für Bildung und Forschung in einem Unterauftrag von der Hamburgischen Schiffbau-Versuchsanstalt (HSVA) durch das Hamburger Ingenieurbüro Schiffko (Schiffskonstruktion und -entwicklung, 2006 von Wärtsilä übernommen) entwickelt und als kompletter Entwurf zur Ausschreibung vorbereitet. Nach der öffentlichen Ausschreibung wurde der Rumpf der Polarstern auf der HDW Howaldtswerke-Deutsche Werft in Kiel am 22. September 1981 auf Kiel gelegt. Für die Eisbrechtechnik mit der zugehörigen Schiffsform zeichnete die HSVA verantwortlich.
Alle Details des Schiffes mit Ausrüstung und Einrichtung einschließlich der wissenschaftlichen Ausstattung sowie die Fertigstellung wurden Anfang der 1980er auf der Nobiskrug-Werft in Rendsburg im Auftrag des Bundesministeriums für Bildung und Forschung in enger Abstimmung mit der Schiffko und der ZSM (Zentralstellen des Bundes für Schiffe und Maschinen) geplant und durchgeführt. Die Baukosten beliefen sich damals auf ca. 96 Millionen Euro.
Am 9. Dezember 1982 wurde die Polarstern in Dienst gestellt und hat seitdem in über 100 Expeditionen in der Arktis und Antarktis Daten für Forschung und Wissenschaft gesammelt. Ihr zu Ehren sind in der Antarktis der Tiefseegraben Polarstern-Canyon und der submarine Rifffelsen Polarstern Knoll benannt.

### Schiffstechnik
Als doppelwandiger Eisbrecher kann die Polarstern bei Temperaturen von bis zu −50 °C eingesetzt werden. Mit den vier Motoren mit einer Gesamtleistung von 14,7 MW können bis zu 1,5 Meter dicke Eisschollen mit einer Geschwindigkeit von circa 5 Knoten durchfahren werden. Dickeres Eis kann aufgrund der massiven Stahlpanzerung durch Rammen gebrochen werden.
Die Schiffsmotoren werden nach Aussagen des Alfred-Wegener-Instituts mit Dieselöl betrieben, das deutlich weniger Schadstoffe produziert als das bei anderen Schiffen benutzte Schweröl. In der benutzten Variante „DMA“ ist es nur wenig schlechter als Diesel für Lastkraftwagen. Das Schiff verbraucht im Einsatz etwa 900 Tonnen des Treibstoffs pro Monat.
Die Größe des Schiffes ergibt sich aus den vielfältigen Anforderungen, die an die Polarstern gestellt werden. Zum einen benötigt es für die Versorgung der Forschungsstationen und einer möglichen Überwinterung im Eis viel Lager- und Stauraum und zum anderen sind für die Forschungsarbeiten von bis zu 70 Wissenschaftlern entsprechende Labore, Arbeitsräume und Unterkünfte vorhanden.
Von 1982 bis 1996 war das Beiboot Polarfuchs an Bord, das wegen Schwierigkeiten in der Handhabung (Aussetzen) selbst bei nur leichtem Seegang sowie des für Arbeiten im Eis nicht tauglichen Aluminium-Rumpfes 1996 von Bord genommen und durch ein normales Rettungsboot (insgesamt damit 4 Rettungsboote) ersetzt wurde.

## Grundüberholung 1998 bis 2001
1998 wurde eine Grundüberholung des Schiffs begonnen, mit der die Technik der fortgeschrittenen Entwicklung angepasst wurde. Die Modernisierungen hatten zum Ziel, die Lebensdauer der Polarstern um 15 bis 20 Jahre zu verlängern. Die Arbeiten waren 2001 abgeschlossen.

## Forschungseinrichtungen

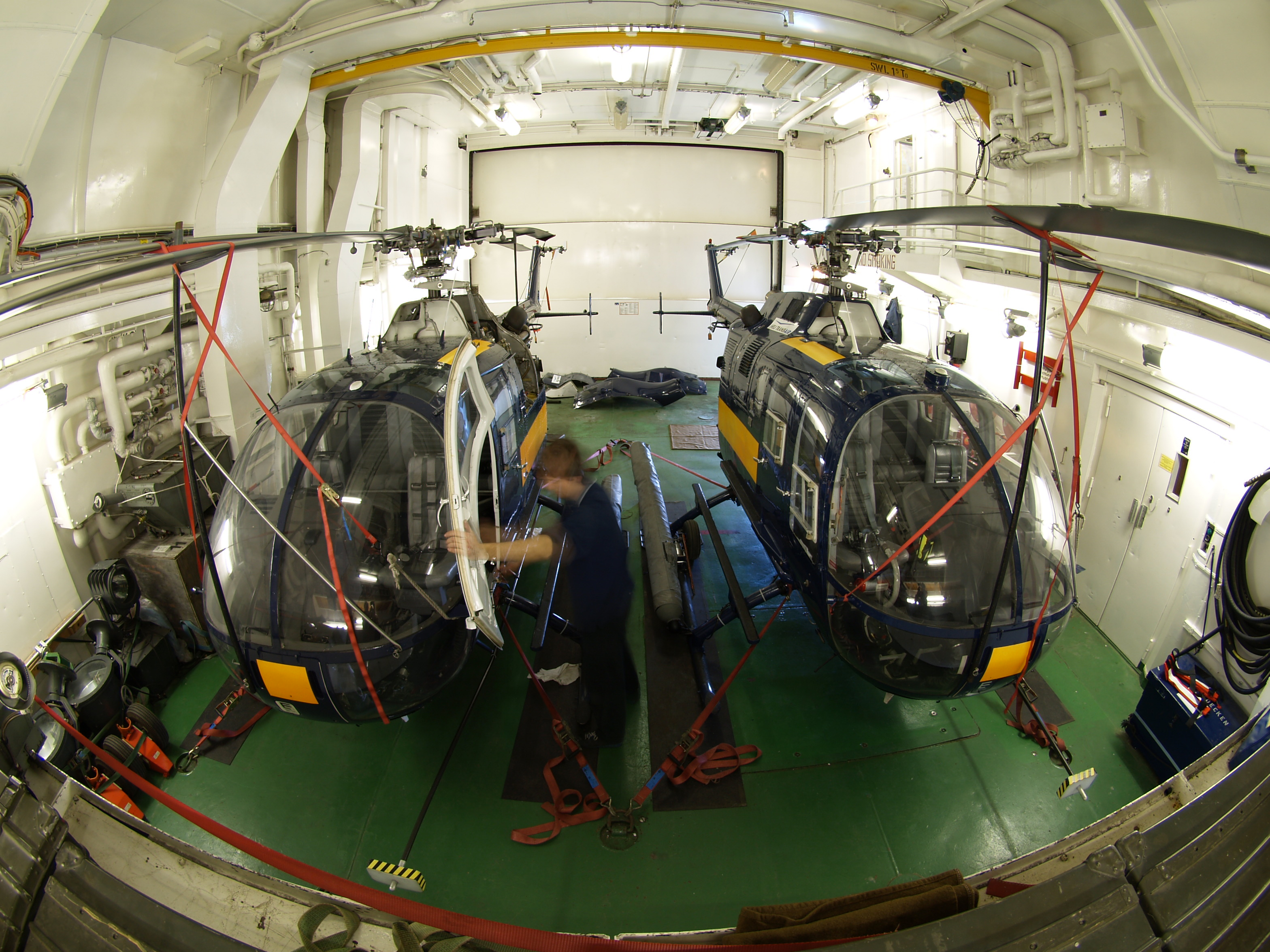
Hubschrauberhangar an Bord

Die Polarstern ist circa 320 Tage pro Jahr auf See und bereist normalerweise in den südlichen Sommermonaten November bis März die Antarktis und den nördlichen Sommermonaten die Arktis.
Für wissenschaftliche Arbeiten der Geologie, Meteorologie, Biologie, Geophysik, Glaziologie, Ozeanographie sowie Chemie stehen neun Labore zur Verfügung. An und unter Deck können weitere Laborcontainer gestaut werden, um die vielfältigen Forschungsaufgaben vor Ort vornehmen zu können.
Mit Hilfe von acht Winden können Proben aus einer Tiefe von bis zu 10 Kilometern gewonnen werden. Spezielle Schwerelote können Sedimentproben bis 150 Meter Länge nehmen. Forschungsgeräte können auch mit dem 15-Tonnen-Kran über Bord ins Wasser oder auf das Eis abgelassen werden. Der Kranarm hat eine Reichweite von 24 Meter und lässt sich bis auf Höhe der Wasseroberfläche absenken. Ein weiterer Kran am Vordeck kann noch schwereres Gerät und Versorgungsgüter bis 25 Tonnen heben.
Über einen schwenkbaren A-Rahmen am Heck können Netze oder Geräte hinter dem Schiff geschleppt werden.
Für Transporte des wissenschaftlichen Personals und Untersuchungsaufgaben stehen drei Zodiacs (Festrumpfschlauchboote) zur Verfügung. Bei Nutzung dieser Boote muss ein Überlebensanzug getragen werden.
Um weitergehende Untersuchungen an den Proben und lebenden Meerestieren durchführen zu können, verfügt die Polarstern zusätzlich über Aquarien und drei Kühlräume, die mit Temperaturen von −32 °C bis +5 °C kühlen.
Das Arbeitsdeck am Heck ist beheizbar, damit bei Minustemperaturen die Flächen für sicheres Arbeiten eisfrei gehalten werden können.
Für Aufklärungsmissionen über Eis können zwei Hubschrauber vom Typ Bo 105 CBS 4 (seit 2017 BK 117 C-1) eingesetzt werden, für die sich am Heck eine Landeplattform und ein Hangar befinden. Unter Deck befinden sich Lagerräume für Container und Schneefahrzeuge, die mit Hilfe eines Kranes auf die Schelfeiskante gesetzt werden können. Die Hubschrauber gehören der Reederei F. Laeisz GmbH, ihre Besatzungen werden derzeit von der Firma Northern Helicopter aus Emden gestellt.
Als eines von wenigen Schiffen verfügt die Polarstern auch über eine Vorrichtung für den ferngesteuerten Tiefseeroboter Victor 6000 aus Frankreich. Unterwassergleiter sind ebenfalls Teil der wissenschaftlichen Ausrüstung.

## Einsätze (Auswahl)
Seit ihrer Inbetriebnahme ist die Polarstern zu Expeditionen in die Arktis und Antarktis mit international zusammengesetzten Forschergruppen gestartet, teilweise auch im Verbund mit anderen Forschungsschiffen wie z. B. der Healy, dem Forschungseisbrecher der amerikanischen Küstenwache, oder dem schwedischen Forschungseisbrecher Oden.
Unabhängig von den speziellen Experimenten und Forschungsfahrten dient die Polarstern auch als Wetterstation. Auf der Nordhalbkugel gibt es ein dichtes Netz von Wetterstationen auf dem Festland, die regelmäßig Daten für die Wettermodelle liefern. Auf den Meeren sind die Meteorologen jedoch auf Daten von Schiffen angewiesen. Zu diesem Zweck werden jeden Tag, an dem die Polarstern unterwegs ist, Wetterballons gestartet, die entsprechende Daten wie Luftdruck, Windgeschwindigkeit und Temperatur liefern.
- Auf der ersten Arktisforschungsreise 1983 beteiligten sich die Forscher der Polarstern am Marginal Ice-Zone Experiment (MIZEX). Weiterhin wurden ozeonographisch-biologische Untersuchungen westlich von Spitzbergen durchgeführt und in der Grönlandsee und vor den Lofoten geologische Proben genommen.
- 1986 führte die Polarstern das Winter-Weddell-Sea-Project durch. Dafür überwinterte sie vom 6. Mai bis zum 14. Dezember 1986 im Bereich des Weddell-Meeres, ohne sich allerdings vom Treibeis einschließen zu lassen. Das passierte jedoch im Dezember 1990 unfreiwillig, als die Polarstern auf dem Weg zur Antarktis im Eis des Weddell-Meeres stecken blieb.
- Die Polarstern war am 7. September 1991 zusammen mit dem schwedischen Eisbrecher Oden das erste konventionell angetriebene Schiff, das den Nordpol erreichte. Vorher war das nur atomgetriebenen Eisbrechern und U-Booten gelungen.
- 1995 und 2001 wurden zwei Expeditionen zur Untersuchung der Eltanin-Impaktstruktur unternommen.
- Im Januar 1999 lief die Polarstern zu ihrer 16. Antarktis-Expedition aus, um neben anderen Forschungsarbeiten die damals unbemannte Filchner-Station zu bergen, die sich auf dem vom Filchner-Ronne-Schelfeis abgebrochenen Eisberg A-38 befand. Dabei wurden insgesamt circa 120 Tonnen Stationsmaterial und circa 50 Tonnen Geräte wie Pistenfahrzeuge und Schlitten aufgenommen.
- Ende des Jahres 2000 war die Polarstern am EisenEx-Experiment beteiligt. Die Forscher untersuchten, wie sich eine Düngung des Meeres mit Eisensulfat auf das Planktonwachstum auswirkt und welche Einflüsse dieses auf den Kohlendioxidhaushalt der Atmosphäre hat. Die Nährstoffzufuhr hatte eine Planktonblüte zur Folge, die ein Vielfaches an Biomasse als in ungedüngten Vergleichsgebieten erzeugte.
- Im antarktischen Frühsommer 2004/05 legte die Polarstern an einer Eisscholle an und ließ sich zwei Monate mit dieser durch das Weddell-Meer treiben. Im Rahmen des ISPOL-Experimentes (Ice Station Polarstern) nutzten die Wissenschaftler die Eisscholle als riesiges Freiluftlabor und untersuchten die lokalen Einflüsse des Meeres, des Eises und der Atmosphäre auf die globalen Geschehnisse.
- Im Oktober 2005 lief die Polarstern zu ihrer 23. Antarktis-Expedition aus und kehrte erst im Mai 2007 nach 19 Monaten Aufenthalt nach Bremerhaven zurück. Dieses war das dritte Mal, dass die Polarstern über ein Jahr lang in der Antarktis unterwegs war.
- Im Sommer 2008 umrundete die Polarstern als erstes Forschungsschiff weltweit den Nordpol. Die Fahrt dauerte vom 12. August bis zum 17. Oktober 2008. Ziel war die Erforschung des Alpha-Mendelejew-Rückens sowie des Tschuktschen-Plateaus.
- Am 7. Januar 2009 lief das Schiff zu der umstrittenen Expedition LOHAFEX aus dem Hafen von Kapstadt aus. Ein vergleichbares Düngungsexperiment fand bereits im Jahre 2004 statt.[13]
- Seit Ende der 1990er Jahre gibt es an Bord MAX-DOAS-Messungen der Ruprecht-Karls-Universität Heidelberg zur Bestimmung von Spurengasen.
- Ende Oktober 2012 startete von Bremerhaven aus eine weitere Antarktis-Expedition. Im Verlauf der auf anderthalb Jahre veranschlagten Fahrt, aufgeteilt auf zehn einzelne Fahrtabschnitte, war das erstmalige Überwintern im Südpolargebiet geplant.[veraltet][14]
- Anfang Januar 2015 wurde zum ersten Mal eine Expedition abgebrochen. Die Polarstern hatte bei einer Versorgungsfahrt zur Forschungsstation Neumayer III in der Antarktis einen Schaden am Hydrauliksystem des linken Antriebsstrangs erlitten. Sie kehrte mit einem Zwischenstopp in Kapstadt nach Bremerhaven zurück. Eine Expedition in die Amundsensee wurde abgesagt und 2017 bei der 104. Forschungsreise nachgeholt.[15][16][17]
- Zur MOSAiC (Multidisciplinary drifting Observatory for the Study of Arctic Climate) brach die Polarstern am 20. September 2019 auf[18][19] und kehrte am 12. Oktober 2020 wieder zurück. Ein Jahr lang ließ sie sich durch die zentrale Arktis festgefroren im Eis treiben. Dabei wurden Daten zum Verständnis des globalen Klimasystems gesammelt. In einem Umkreis von 50 Kilometern um den Pol wurde dafür ein Netzwerk von bemannten Stationen aufgebaut; die Camps trieben auf dem Eis mit dem Schiff mit. Insgesamt 442 wissenschaftliche Fahrtteilnehmer, Polarstern-Crewmitglieder und Lehrkräfte waren während der fünf Expeditionsabschnitte dabei. Sieben Schiffe, mehrere Flugzeuge sowie mehr als 80 Institutionen aus 20 Ländern beteiligten sich. Koordiniert wurde das Projekt vom Standort Potsdam des Alfred-Wegener-Instituts (AWI); finanziert wurde das auf 140 Millionen Euro veranschlagte Vorhaben von Polarforschungs- und anderen Organisationen weltweit.[20]
- Am 20. Dezember 2020 legte die Polarstern von Bremerhaven in Richtung Antarktis ab. Bisher wurden Wissenschaftler regelmäßig per Flug von und zur Forschungsstation gebracht, im Zuge der COVID-19-Pandemie erfolgen diese Transfers per Schiff, obwohl sie so etwa 1 Monat dauern. Crew und Wissenschaftlerteam haben vor der Abfahrt eine 2-wöchige Quarantäne in einem Hotel absolviert. Am Schiff und auf der Neumayer-Station III sind PCR-Testgeräte und Therapieeinrichtungen vorhanden.[21]

### Unfälle

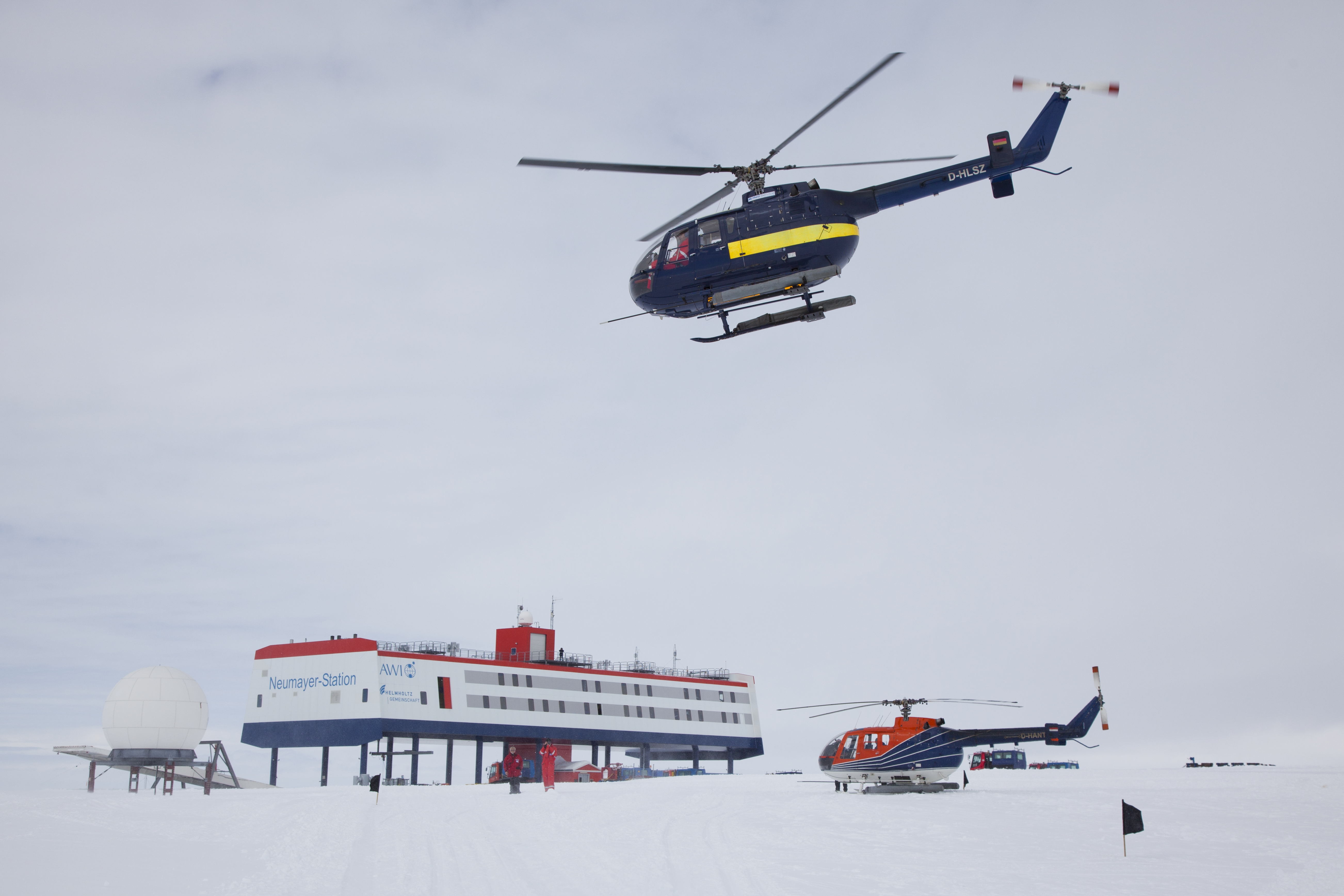
Die Bo-105-Helikopter der Polarstern D-HLSZ und D-HANT brachten am 17. Dezember 2011, bevor sie verunglückten, Personal vom Schiff zur Neumayer-Station III

- Am 2. März 2008 stürzte in der Antarktis nahe der Forschungsstation Neumayer II der Hubschrauber vom Typ Bo 105 mit dem Kennzeichen D-HAWI[22] des Forschungsschiffs Polarstern ab. Zwei Menschen starben, drei wurden zum Teil schwer verletzt. Grund für den Absturz war das Whiteout-Phänomen aufgrund der kontrastlosen Schelfeisoberfläche.[23]
- Am 17. Dezember 2011 verunglückten beide Bordhubschrauber der Polarstern des Typs Bo 105 mit den Kennzeichen D-HLSZ[24] und D-HANT,[25] als sie wetterbedingt eine Sicherheitslandung auf dem Eis durchführten. Zwei Personen wurden leicht verletzt, beide Hubschrauber zerstört. Die „Schlussfolgerung“ im BFU-Unfallbericht lautet: „Beide Unfälle sind auf einen Verlust der Wahrnehmung der Fluglage in ‚Whiteout‘-Bedingungen zurückzuführen.“[26]

## Leben an Bord

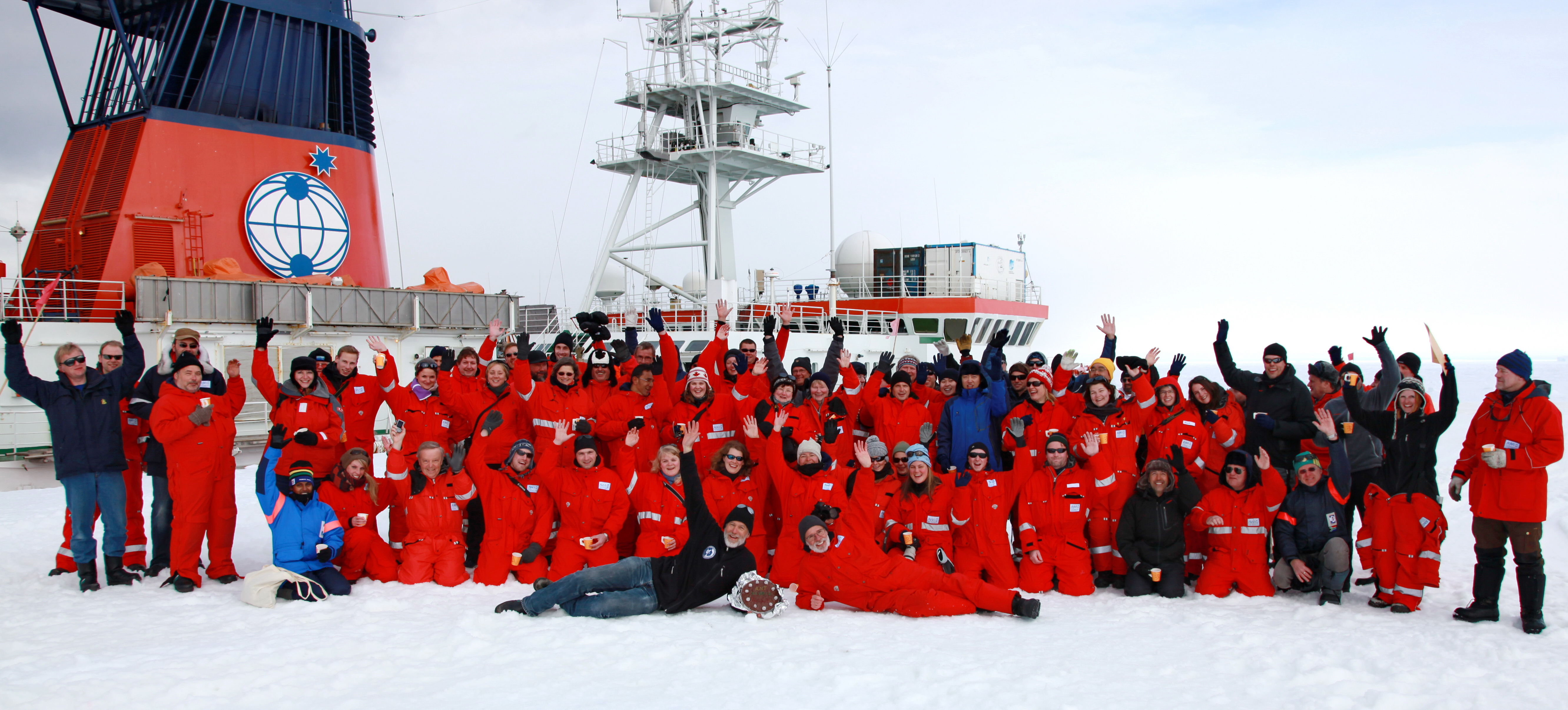
Schiffsbesatzung mit abgelöster und neuer Besatzung der Neumayer-Station III vor der Polarstern an der Schelfkante (Jölund Asseng, 2011)

Das Schiff ist für 43 Besatzungsmitglieder und 55 Wissenschaftler ausgelegt. Die Besatzungsmitglieder werden jeweils nach drei Monaten abgelöst; die Forscher sind je nach Reise meist vier bis sechs Wochen an Bord. Sie kommen aus unterschiedlichen Nationen, die Bordsprache ist Englisch. Untergebracht sind jeweils zwei Personen in einer Kabine von zehn Quadratmetern, zu der ein kleines Badezimmer gehört.
Für die Freizeit ist das Schiff mit einem Aufenthaltsraum, Roter Salon genannt, ausgestattet. Gegessen wird im Speisesaal, in dem es dreimal täglich Speisen gibt. Für sportliche Betätigung verfügt die Polarstern über ein Schwimmbad und einen Fitnessraum, eine Tischtennisplatte sowie eine Sauna, ein Solarium und eine Amateurfunkstation mit dem Rufzeichen DP0POL/mm. Neben den üblichen Kurzwellenverbindungen sind auch Verbindungen über den geostationären Amateurfunksatelliten QO-100 möglich.
An Bord können bei medizinischen Notfällen Operationen in einem kleinen Operationssaal vorgenommen werden. Dabei kann sich der Bordarzt über einen Bildschirm von Kollegen an Land unterstützen lassen. Die Polarstern ist mit einem Kranken- und einem Isolierzimmer ausgestattet. Zu den chirurgischen Schiffsärzten mit viel Erfahrung in der Seefahrt gehörte Wolfgang Lambrecht.
Eine interaktive Webreportage der Ausbildungsfahrt P105 von Las Palmas nach Bremerhaven im April 2017 vermittelt einen Eindruck vom Leben an Bord.

## Neubaupläne
Im November 2010 empfahl der Wissenschaftsrat, ein neues eisbrechendes Forschungsschiff zu planen. Im Dezember 2014 veröffentlichte das Bundesministerium für Bildung und Forschung eine erste Werftausschreibung unter dem Projektnamen „Polarstern II“ für ein multifunktionales Polarforschungsschiff, das die Polarstern schließlich ersetzen soll. Ab Ende 2015 konnten Angebote abgegeben werden, bevor die Ausschreibung im Februar 2020 gestoppt wurde, da die Anforderungen der Ausschreibung nicht mehr dem Stand der Technik entsprachen und es zwischenzeitlich Änderungen in den Grundlagen des Vergabeverfahrens gegeben hatte. Ursprünglich sollte das Schiff schon 2018 ausgemustert werden, allerdings wurde auf Grund der Verzögerungen eine Klassenerneuerung bis 2027 angekündigt.
Die Einleitung eines neuen Vergabeverfahrens war zunächst für das Frühjahr 2021 geplant. Für dieses sollte nicht mehr der Bund, sondern das Alfred-Wegener-Institut selbst verantwortlich sein. Das Alfred-Wegener-Institut plante den Bau ab 2022 und die Fertigstellung für das Jahr 2026. Die Polarstern sollte in dem Zusammenhang ausgemustert werden. Nach der Ankündigung im Februar 2021 wurde jedoch bis zum Februar 2022 keine neue Ausschreibung gestartet. Im Mai 2022 genehmigte der Haushaltsausschuss des Bundestages zwei Millionen Euro Zusatzmittel für den Bau des Schiffes. Das europaweite Vergabeverfahren startete schließlich am 3. Juni 2022 und lief bis Ende Februar 2024. Der Neubau sollte ursprünglich 2023 beginnen und das Schiff im Jahr 2027 in Dienst gestellt werden, Stand Februar 2025 wird mit einem Baubeginn April 2027 und einer Indienststellung im Jahr 2030 geplant.
Die Gesamtkosten der neuen Polarstern, die in Wismar von ThyssenKrupp Marine Systems gebaut werden wird, belaufen sich auf derzeit etwa 1,2 Milliarden Euro. Sie soll mit einer Länge von 159,8 m etwa 40 m länger werden als die bisherige Polarstern und unter anderem über einen Moonpool und eine erhöhte Eisklasse von PC2 verfügen.

## Galerie

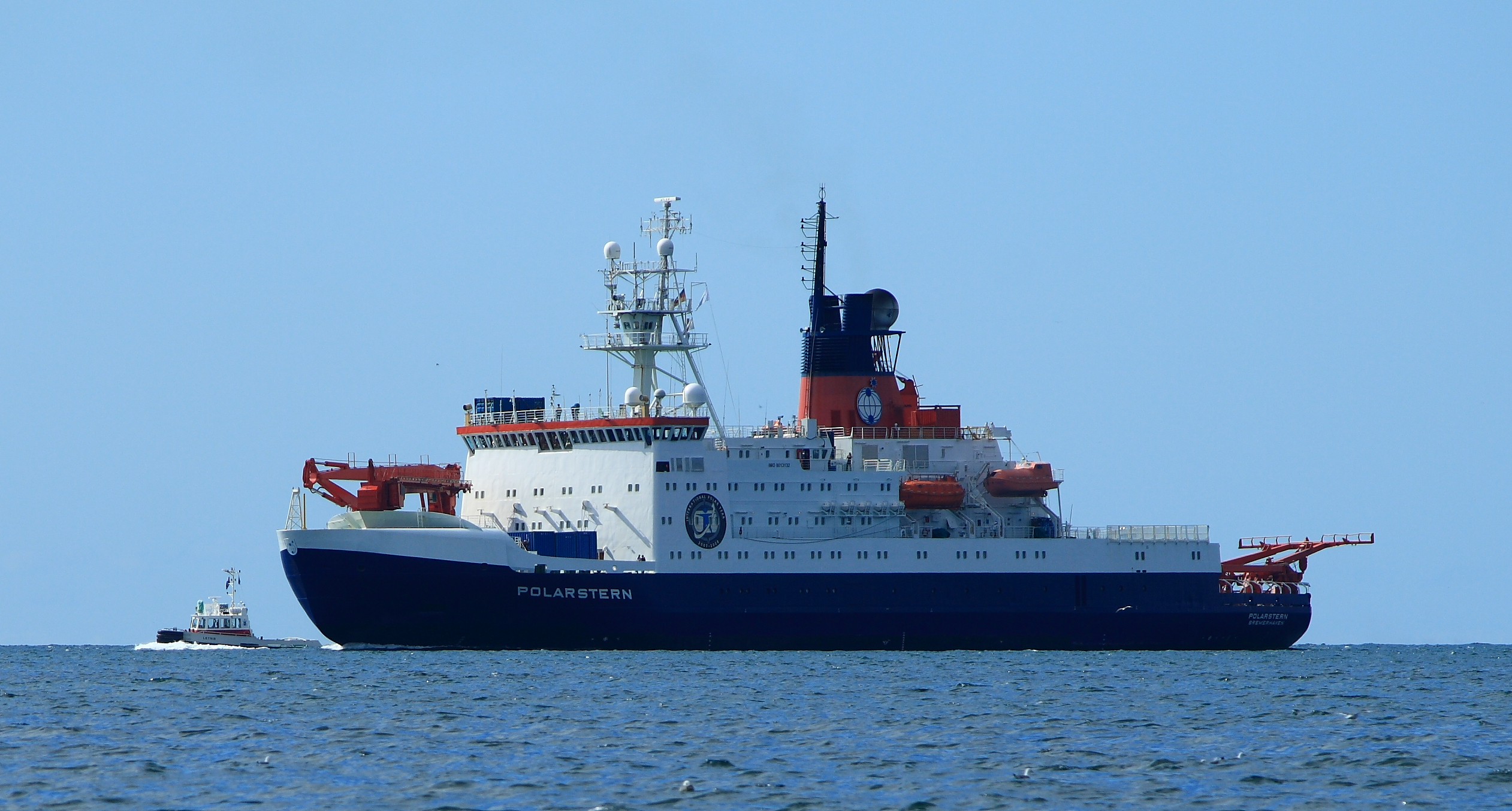
Die Polarstern vor Reykjavík, Island
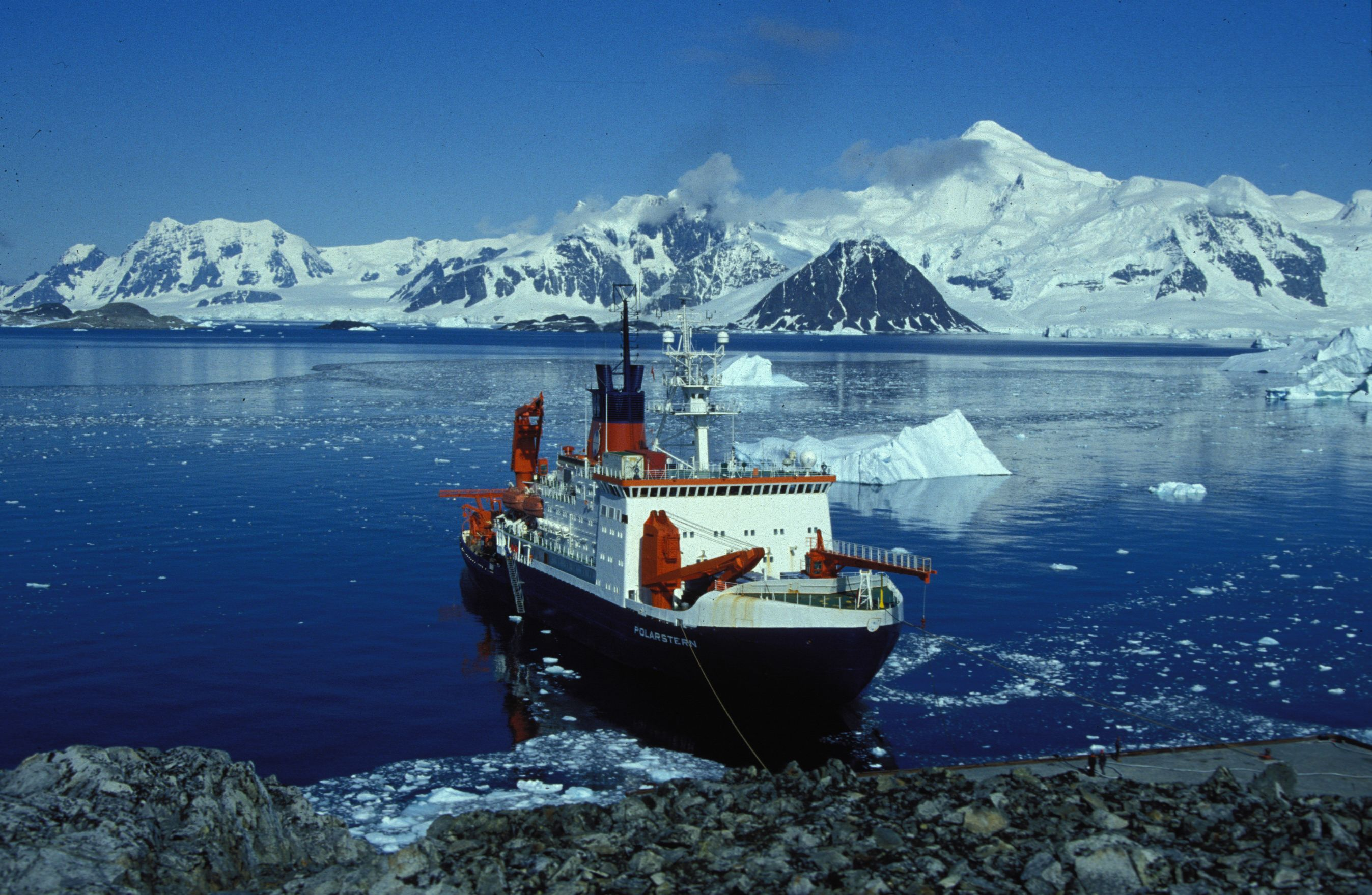
Am Anleger der britischen Rothera-Station auf der antarktischen Adelaide-Insel
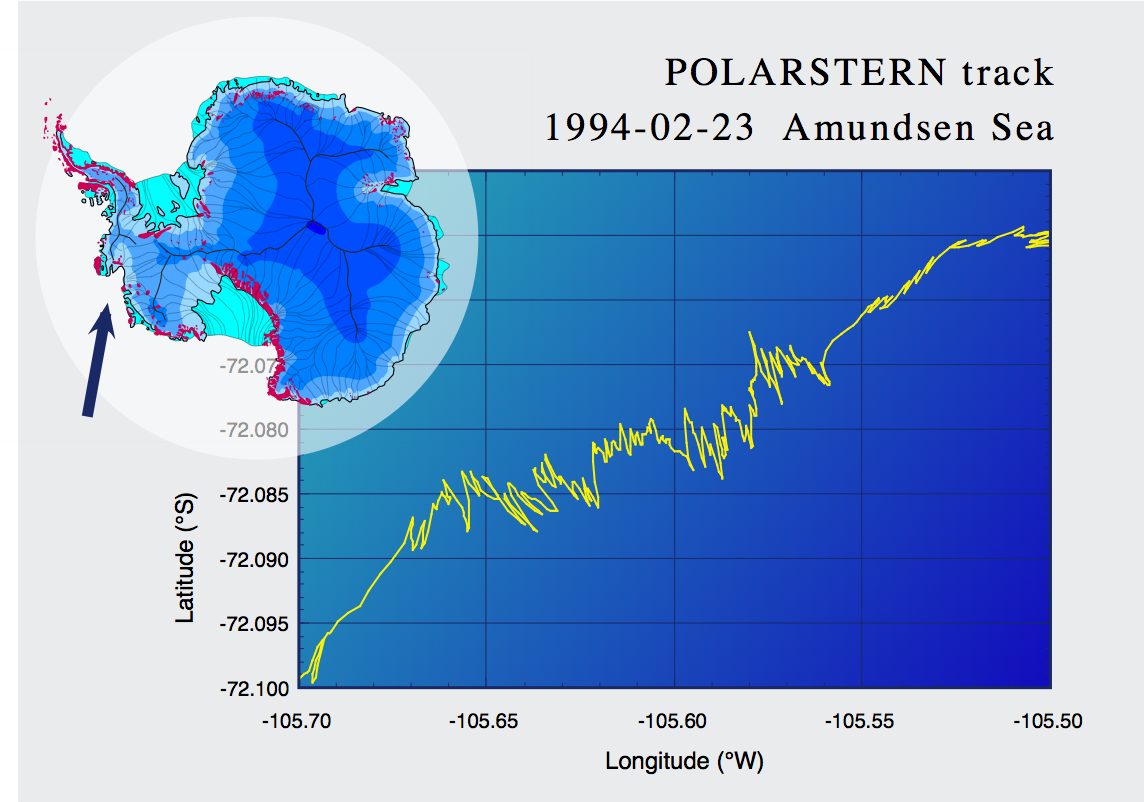
Tageskurs der Polarstern beim Rammeisbrechen im Südpolarmeer
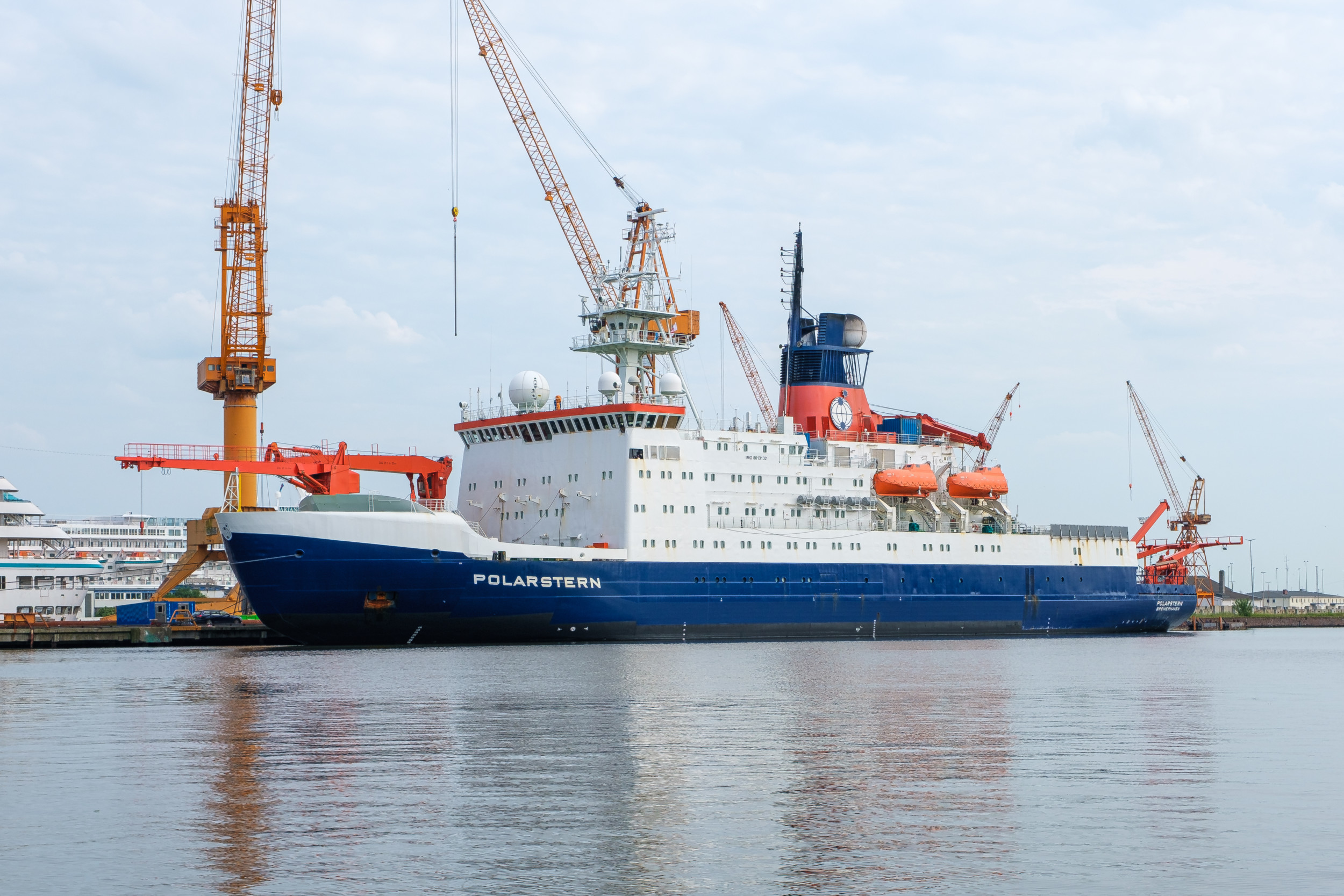
Die Polarstern im Heimathafen Bremerhaven.

## Rezeption
Hundert Jahre nach der gescheiterten Endurance-Expedition Ernest Shackletons brach die Polarstern 2016 erneut in die Antarktis auf; das Hörspiel In darkness let me dwell – Lieder aus der Finsternis des Duos Merzouga (Janko Hanushevsky, Eva Pöpplein), Hörspiel des Monats Dezember 2016, behandelt und verschränkt die beiden Ereignisse; die Arbeitsgruppe Ozeanische Akustik des AWI unterstützte seine Produktion.